# Glenea albopunctata
Glenea albopunctata là một loài bọ cánh cứng trong họ Cerambycidae.